# 公理会仁慈堂
公理会仁慈堂（Beneficent Congregational Church）是一座联合基督教会教堂，渊源于公理会传统，位于美国罗德岛州普罗维登斯市中心，创立于1743年第一次大觉醒期间。  
目前的教堂建于1810年，其穹顶类似波士顿马萨诸塞州议会大厦。